# Kandje
Kandje est un village du Cameroun situé dans le département du Djérem et la Région de l'Adamaoua. Il fait partie de la commune de Tibati.

## Population
En 1967, Kandje I comptait 45 habitants, principalement Mboum et Baboute. Kandje II en comptait 42, principalement Gbaya. Lors du recensement de 2005, 631 personnes y ont été dénombrées.